# Het Huis Anubis

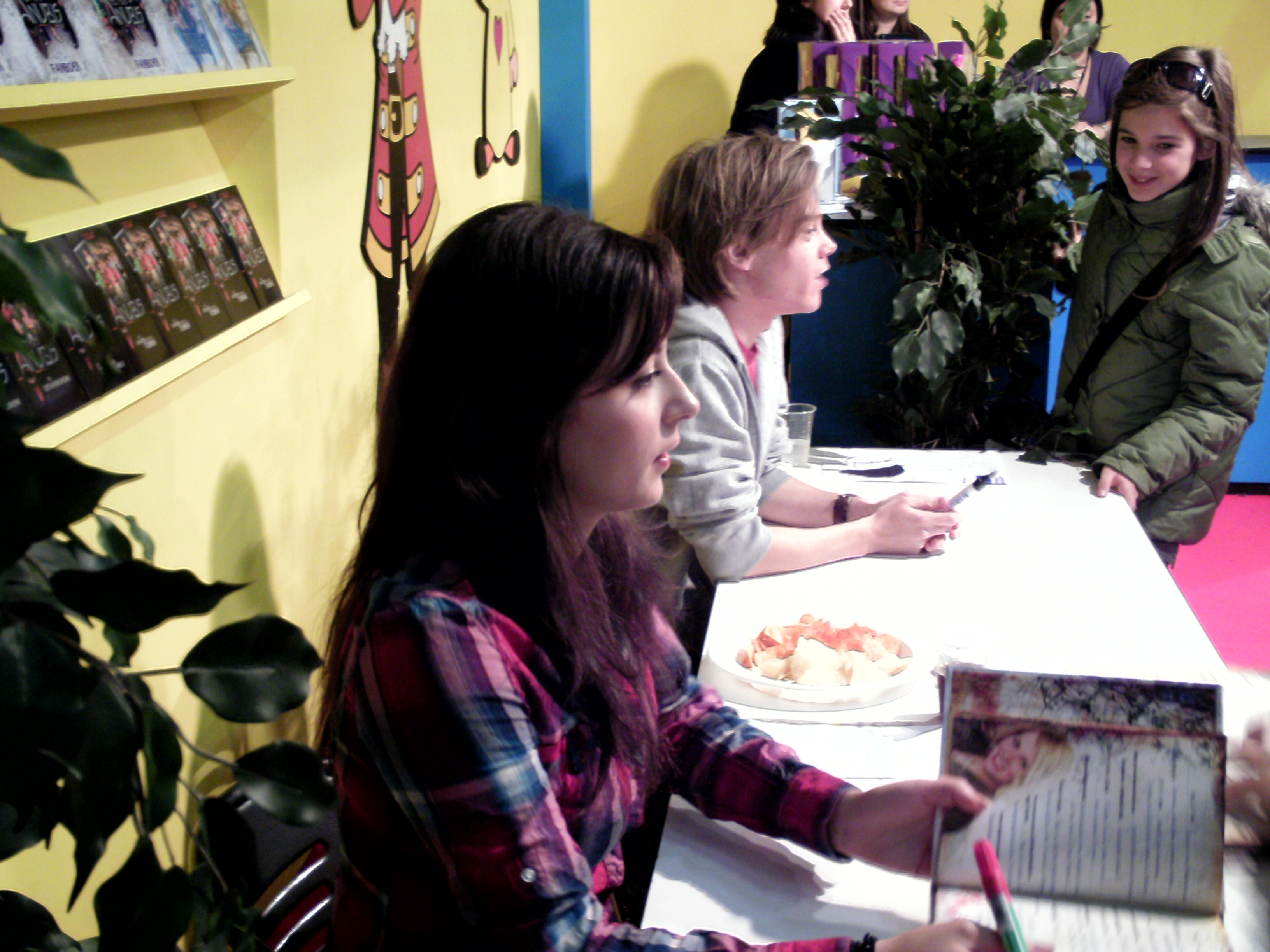
Noa (Gamze Tazim) i Robbie (Sander van Amsterdam) de Het Huis Anubis a la Fira del Llibre d'Anvers de 2008.

Het Huis Anubis era un programa belga/neerlandès de misteri i drama per adolescents creada per Studio 100 i Nickelodeon. S'emetí per primera vegada al setembre de 2006 i va acabar al desembre de 2009. Va tenir molt d'èxit i va guanyar el premi neerlandès De Gouden Stuiver el 2007.